# 南省铁路
南省铁路（英語：Southern Province Railway），坦桑尼亚历史上的一条1,000毫米（3英尺3+3⁄8英寸）窄軌铁路，该铁路在20世纪中叶运营了几年时间便被废弃。

## 历史
南省铁路的兴建是英国殖民当局坦噶尼喀花生计划的一部分。该计划的核心是在坦噶尼喀大规模种植花生，最终以失败告终。1949年，为运输农产品，海外粮食公司（Overseas Food Cooperation）修建的鲁奥至纳钦圭阿铁路开始营运。一年后，铁路线延长至印度洋边的林迪。此次扩建是1921年建造600毫米（1英尺11+5⁄8英寸）轻便铁路的基础上修建的，原本的轻便铁路长18公里，连接着林迪的剑麻种植园与纳鲁纽（Narunyu）。
1952年，海外粮食公司陷入财务困境，南省铁路与东非铁路合并。1954年，铺设了从新建成的姆特瓦拉港和港口城市姆特瓦拉至米金达尼的铁路。1958年，奇伦古拉（Chilungula）至马萨西段建成。
由于花生计划失败，南省铁路的运营缺乏经济支持，在坦桑尼亚独立后逐渐被废弃，1963年2月停止运营。

## 机车
南省铁路上运行的机车包括RV/21、G和NZ系列的蒸汽机车和80和81系列的内燃机车。姆特瓦拉和纳钦圭阿之间的客运使用的是前肯尼亚与乌干达铁路港口公司的二手柴油机车。